# Ligue socialiste
Pour les articles homonymes, voir Ligue socialiste (homonymie).
La Ligue socialiste (Socialist League) était un parti politique britannique de la fin du XIXe siècle rassemblant des tendances socialiste libertaire et marxiste, fondé en 1885 avec l'appui de Friedrich Engels, qui compta parmi ses membres Eleanor Marx et William Morris.
La Ligue socialiste se réclame d'un socialisme révolutionnaire et anti-autoritaire. Elle a pour organe de presse Commonweal. Elle devient par la suite antiparlementaire.

## Historique

### Scission de la Social Democratic Federation
Très tôt, des désaccords politiques se développèrent au sein de la Democratic Federation de Henry Mayers Hyndman. Dès le congrès de janvier 1884, une opposition était née entre partisans du jeu démocratique et partisans de la manière forte. Les premiers se regroupaient autour d'Hyndman et de Justice ; les seconds étaient proches de Belfort Bax, un internationaliste, Eleanor Marx et Edward Aveling, et de la revue To-Day (qui avait commencé à publier le Capital de Marx). William Morris n'avait alors pas encore choisi son camp. Friedrich Engels, qui détestait Hyndman, refusa les offres de collaboration à Justice, mais accepta celles de To-Day où Eleanor Marx et Edward Aveling écrivaient régulièrement. La querelle s'envenima en mars-avril 1884, sur plusieurs plans dont la cérémonie commémorant le premier anniversaire de Karl Marx. De plus, les divisions dans le socialisme mondial entre les possibilistes de Brousse et les marxistes eurent des répercussions au sein de la SDF. Le principal problème était l'éventualité d'une recréation de l'Internationale, pour laquelle un congrès était convoqué à Londres en 1885. Le conflit porta aussi sur le contrôle des publications du mouvement (ainsi que la traduction du Capital de Marx).
Lors du quatrième congrès de la Democratic Federation, celle-ci décida de changer son nom pour devenir Social Democratic Federation, le 4 août 1884. Les discussions autour de la rédaction du nouveau programme traînèrent en longueur, à cause des dissensions entre sociaux-démocrates réformistes (Hyndman) et révolutionnaires internationalistes (Marx-Aveling-Bax). William Morris jouait les conciliateurs entre les deux camps opposés.
Les tensions au sein de la SDF arrivèrent à leur apogée en décembre 1884, provoquant la rupture. Le congrès de recréation de l'Internationale prévu pour mars 1885 à Londres s'approchait. Hyndman y était fermement opposé tandis qu'Eleanor Marx s'y impliquait. Les bureaux exécutifs qui discutaient de la question finissaient en échanges d'invectives. L'inimitié entre Hyndman et Andreas Scheu (de) fut l'élément déclencheur. Ce dernier, exilé en Écosse, y avait fondé une Scottish Land and labour League, qui tentait de rester autonome vis-à-vis de la SDF londonienne. Scheu considérait publiquement en effet qu'Hyndman était un nationaliste. Inversement, Hyndman accusait Scheu d'être un anarchiste toujours proche de Johann Most, avec qui il avait pourtant rompu. Les Marx-Aveling invitèrent Scheu à venir plaider sa cause devant le bureau exécutif, le 23 décembre 1884. La discussion fut à nouveau houleuse. Le vote de confiance pour Scheu se mua en vote de défiance contre Hyndman. Le vote fut cependant repoussé au 27 décembre. Aveling et Morris se tournèrent vers Engels. Ce dernier condamna la façon (qualifiée de bismarckienne) dont Hyndman gérait la SDF. Mais, il ne considérait pas Aveling, Morris et Bax, « deux poètes et un philosophe », capables de mieux la diriger.
Lors du bureau du 27 décembre, la motion de défiance contre Hyndman fut adoptée par une courte majorité de dix voix contre huit. Les majoritaires publièrent alors une déclaration critiquant l'attitude dictatoriale de Hyndman et annonçant leur démission. En effet, leur majorité au sein du bureau était très courte et ils n'étaient pas sûrs de convaincre les adhérents de base.
Le 30 décembre, Eleanor Marx-Aveling, Edward Aveling, Belfort Bax et William Morris formèrent la Socialist League, avec un programme de « socialisme révolutionnaire international ». Son mensuel Commonweal parut à partir de février 1885, financé par Morris qui était aussi rédacteur en chef, tandis qu'Aveling était rédacteur adjoint.

### Premiers succès
Le programme de la Ligue socialiste parut dans Commonweal en février 1885. Il rejetait le jeu démocratique et les réformes sociales, par essence incomplètes, comme la seule nationalisation de la terre. « Éducation, organisation et démocratie dans le parti » étaient les trois éléments essentiels du programme dont le but était la réalisation d'un « socialisme révolutionnaire complet ». Cependant, en parallèle, une constitution provisoire était adoptée. L'influence d'Engels via les Marx-Aveling y était visible. Le pouvoir pouvait être conquis par les élections et la collaboration avec les autres organisations ouvrières (syndicats, coopératives) était encouragée.
Pendant les semaines qui suivirent, l'activité principale fut la création de sections locales du mouvement. Ainsi, fin février Morris et les Marx-Aveling se rendirent à Oxford pour y faire une conférence en vue de recruter des adhérents parmi les étudiants. Peu de temps après une Oxford Socialist Association fut créée, section locale de la Socialist League. Un Marx Club fut même créé un peu plus tard.
Formation minoritaire, la Ligue socialiste connaît au cours de sa brève existence (1885-1890) conflits et ruptures. Elle se fixe comme tâche essentielle l'« éducation » de la classe ouvrière, entendue comme un processus de création d'une classe consciente de la dimension communiste de son émancipation. William Morris, qui occupait une position médiane au sein de la Ligue entre les « marxistes » d'un côté et les « anarchistes » (Joseph Lane, Frantz Kitz, Charles Nowbray, etc.) de l'autre, considérait que cette tâche d'éducation des masses ouvrières était plus importante que l'obtention de réformes ou de sièges au Parlement.

### Conflits internes
Compte tenu de la présence de différentes tendances, le manifeste de la Socialist League constitue un texte de compromis. La question de l'antiparlementarisme, qui devait amener à la rupture avec Eleanor Marx et Edward Aveling en 1888 n'y est pas abordée, alors qu'elle est l'objet de constantes mises au point les années suivantes et fait de la Socialist League un des courants de la résistance à la social-démocratisation du mouvement ouvrier. La critique corollaire du « socialisme d'État » n'est également approfondie que plus tard par William Morris.